# Plestiodon fasciatus
Scinque pentaligne
Espèce
Synonymes
- Lacerta fasciata Linnaeus, 1758
- Eumeces fasciatus (Linnaeus, 1758)

Statut de conservation UICN

 LC  : Préoccupation mineure
Le Scinque pentaligne (Plestiodon fasciatus) est une espèce de sauriens de la famille des Scincidae,. Ce lézard se rencontre dans une large moitié est des États-Unis, du Texas à la côte est au sud (à l'exclusion de la Floride) et jusque dans le sud de l'Ontario au Canada.

Ce reptile peut atteindre entre 12,5  à   21,5 cm de longueur, queue comprise qui peut être aussi longue que le corps. Les jeunes sont brun à noir avec 5 bandes longitudinales blanches et la queue de couleur bleu, ces couleurs s'atténuant avec l'âge − en particulier chez les mâles. Il a un corps élancé aux pattes fines, à 5 doigts. Le dimorphisme sexuel est visible par la tête plus large des mâles ainsi qu'une coloration orange-rouge au niveau du cou, surtout en période de reproduction.

Le Scinque pentaligne est un animal diurne appréciant les milieux semi-ouverts où il peut facilement se chauffer au soleil et se cacher. Il chasse principalement des insectes divers mais peut aussi consommer des escargots, de petits lézards, grenouilles et même souriceaux.

Après un hiver passé en hibernation cette espèce se reproduit au mois de mai et les femelles, ovipares, pondent de 15 à 18 œufs qu'elles vont couver et protéger contre les prédateurs. De 4 à 6 semaines plus tard les petits naissent et la femelle cesse de s'en occuper.

## Description

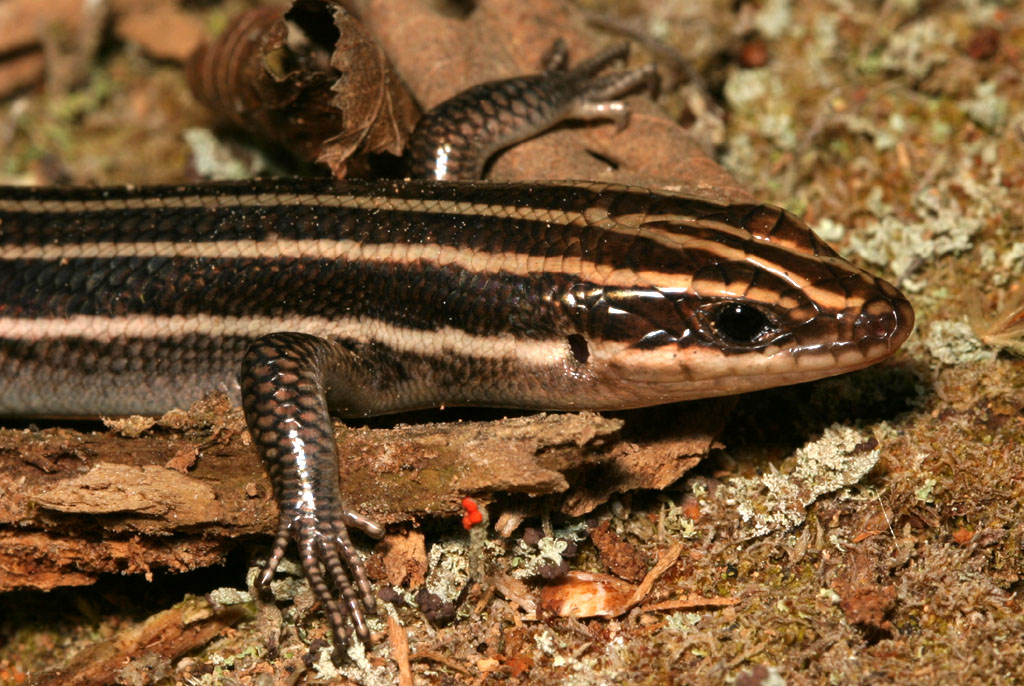
Détails de la tête et des pattes avant

Plestiodon fasciatus est un scinque de taille modérée, atteignant de 12,5  à   21,5 cm de longueur totale (queue comprise, qui peut être quasiment aussi longue que le corps).

Les juvéniles sont brun foncé à noir avec 5 bandes longitudinales blanches à jaunâtres d'égales largeur, courant sur tout le corps, et une queue bleu vif. Cette couleur bleu disparait avec l'âge et même les bandes peuvent s'atténuer chez les individus âgés, qui tendent à devenir brun, gris ou olive une fois adulte. Cette atténuation est plus rapide et marquée chez les mâles que chez les femelles. La bande centrale se divise en deux au niveau de la tête et rejoint les narines de chaque côté.
Le corps est mince, élancé. Les pattes sont fines, avec 5 doigts aux griffes bien développées, ceux des pattes postérieures étant plus longs.
Le dimorphisme sexuel se constate par la tête plus large des mâles ainsi qu'une couleur nettement orange voire rouge au niveau de la gorge, en particulier durant la saison des amours, même si la taille est identique.

### Confusion possible avec d'autres lézards
Plestiodon fasciatus est assez similaire d'apparence avec les espèces Plestiodon inexpectatus et Plestiodon laticeps, dont les aires de répartition recoupent la sienne. Il se distingue de la première par la disposition de ses écailles et de la seconde également par ses écailles − deux larges écailles postlabiales caractéristiques − et par une taille adulte différente.

Espèces proches
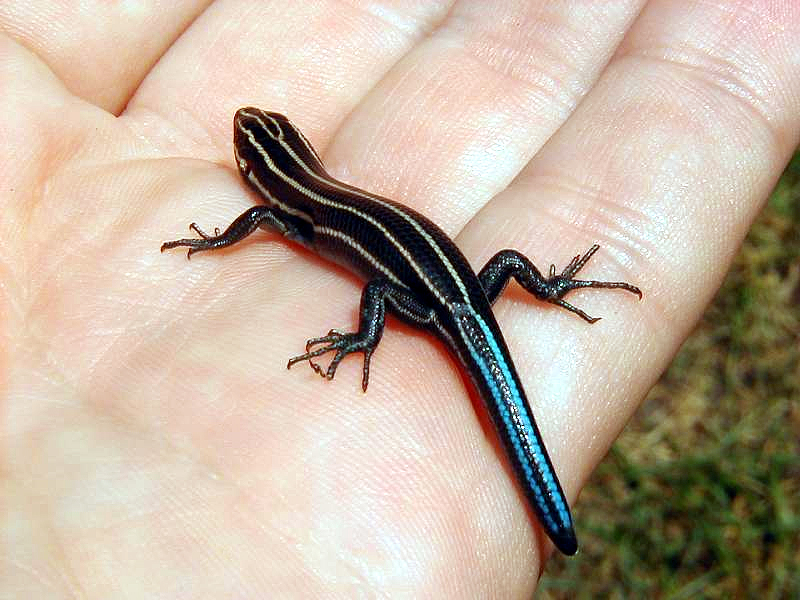
Plestiodon inexpectatus, d'aspect similaire
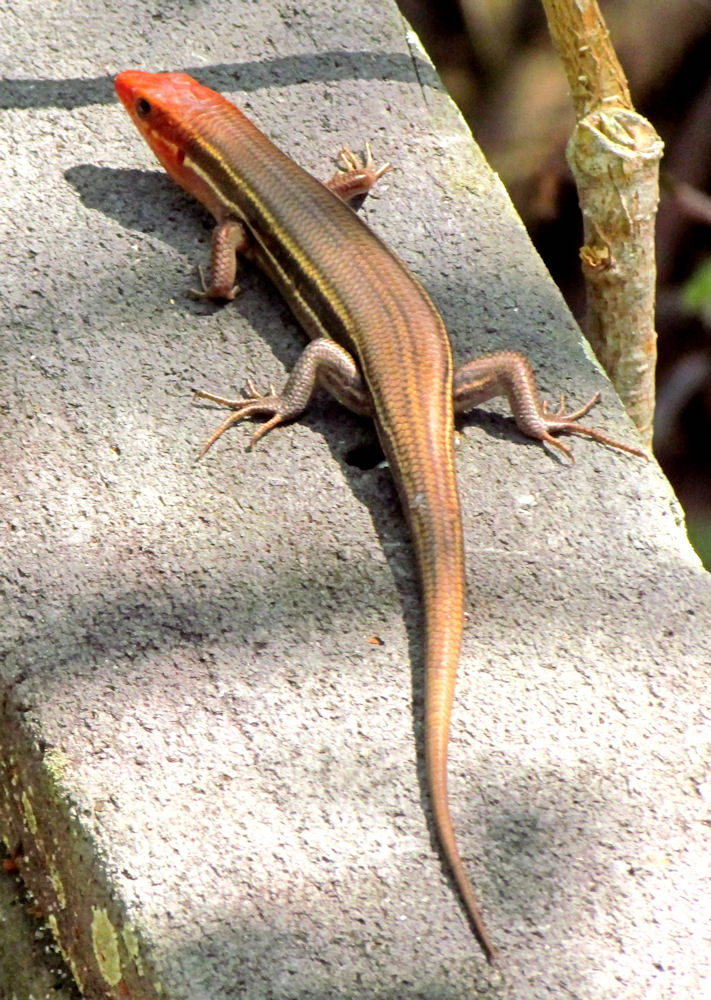
Plestiodon inexpectatus mâle adulte : la taille et la coloration sont très différentes
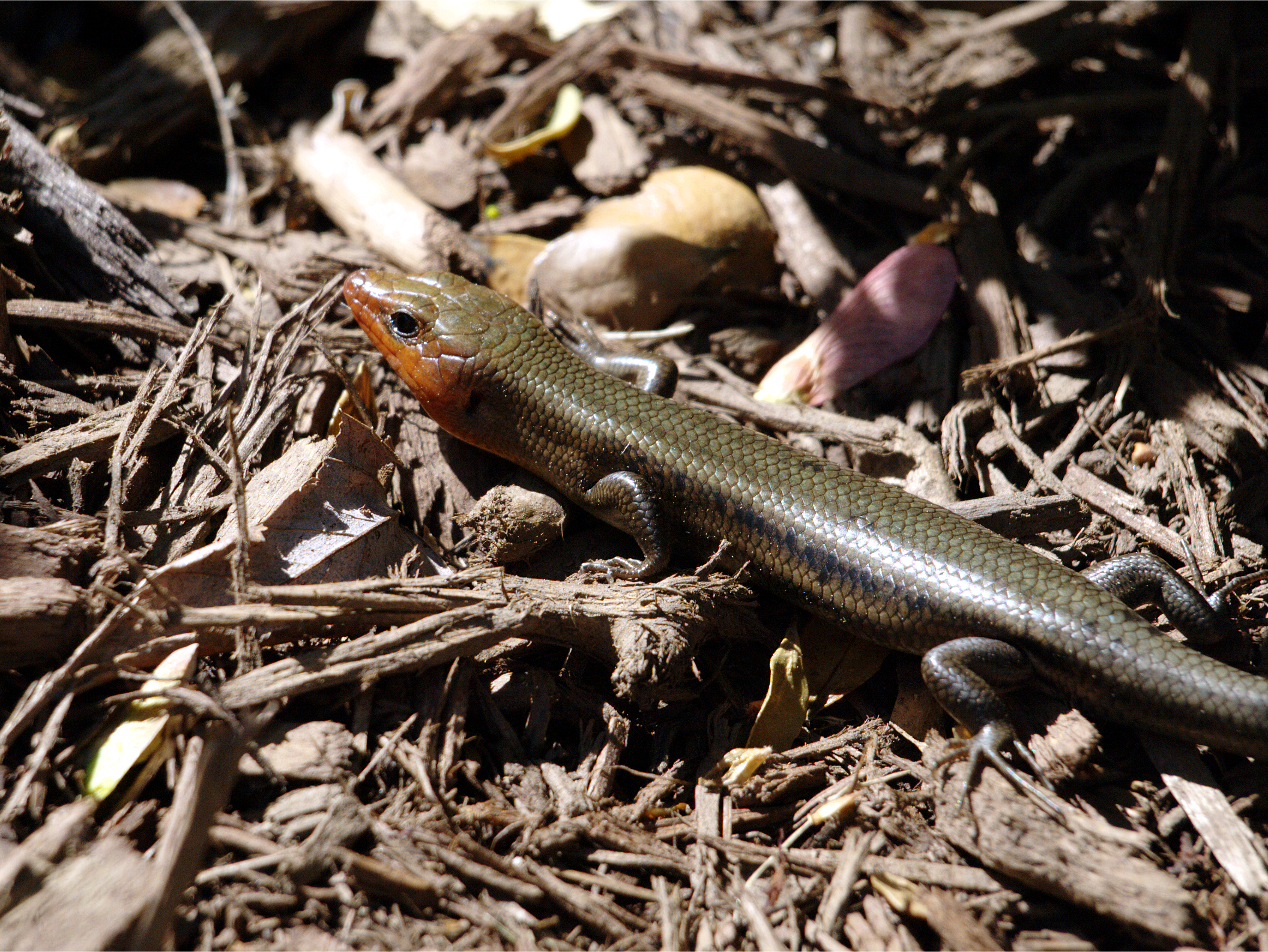
Plestiodon laticeps, assez similaire à Plestiodon fasciatus (mais pas aux jeunes, aux bandes nettement marquées)

## Répartition

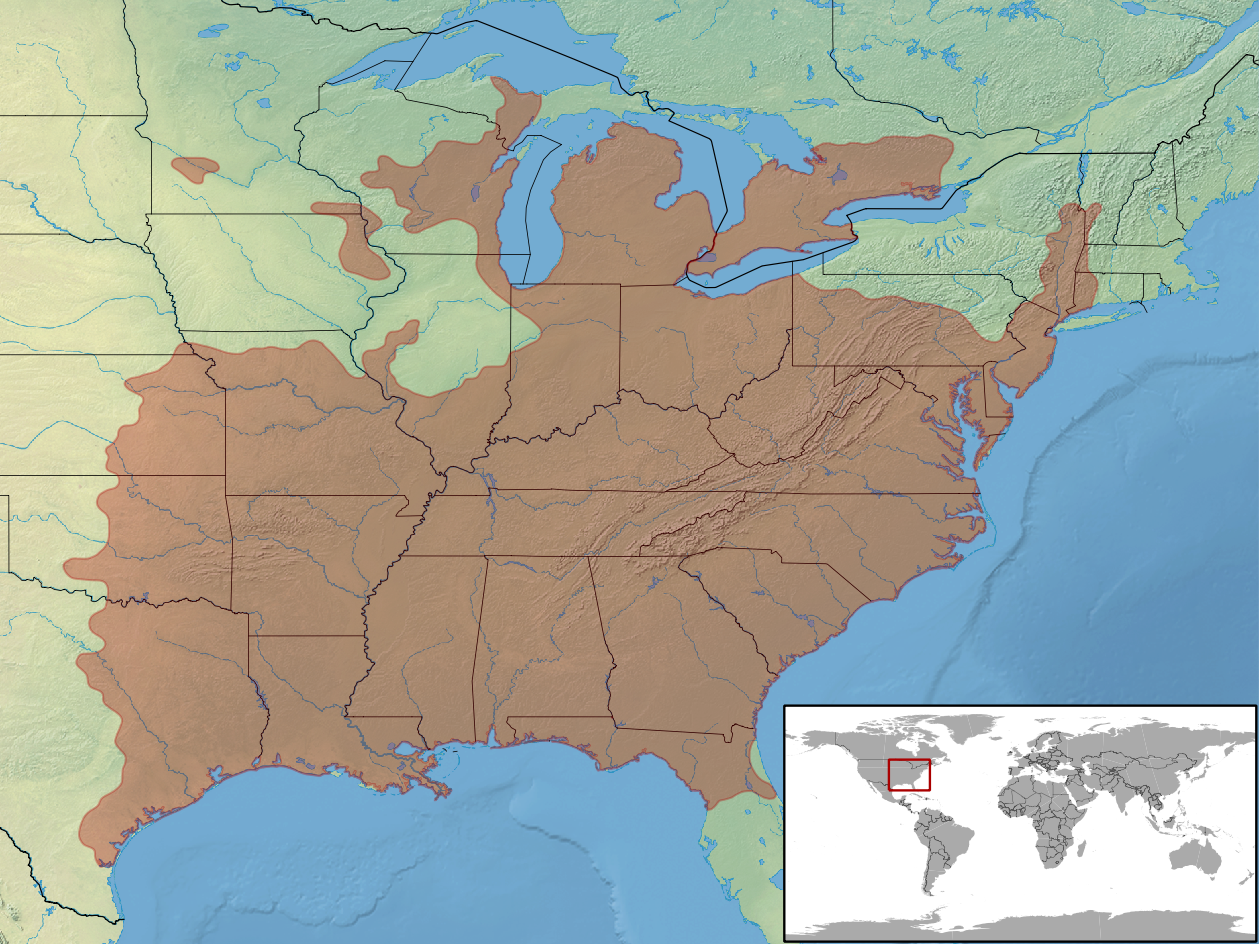
Répartition de l'espèce.

Cette espèce se rencontre dans une large moitié est des États-Unis. Sa limite ouest correspond à une ligne verticale coupant le Texas en deux et sa limite est est la côte Atlantique. Au sud depuis la côte nord du golfe du Mexique (à l'exception de la Floride) et jusqu'au nord du pays, dans le sud de l'Ontario au Canada. Il existe de plus quelques populations isolées dans le nord-ouest de sa répartition, dans l'Iowa et le Minnesota. Les populations sont généralement plus abondantes dans les plaines proches des côtes.
Cette répartition recoupe les États suivant :
- aux États-Unis dans l'est du Texas, dans l'est de l'Oklahoma, dans le Missouri, dans l'Arkansas, en Louisiane, dans le sud de l'Illinois, dans l'Indiana, dans l'Est du Kansas, dans l'Ohio, dans le Kentucky, en Virginie, dans le Maryland, en Virginie-Occidentale, dans le Delaware, dans le Michigan, dans le New Jersey, dans le Wisconsin, dans l'État de New York, dans l'ouest du Connecticut, en Pennsylvanie, dans le Tennessee, en Caroline du Nord, en Caroline du Sud, dans le Mississippi, dans l'Alabama, en Géorgie et dans le nord de la Floride ;
- au Canada dans la province de l'Ontario.

## Biologie et mœurs

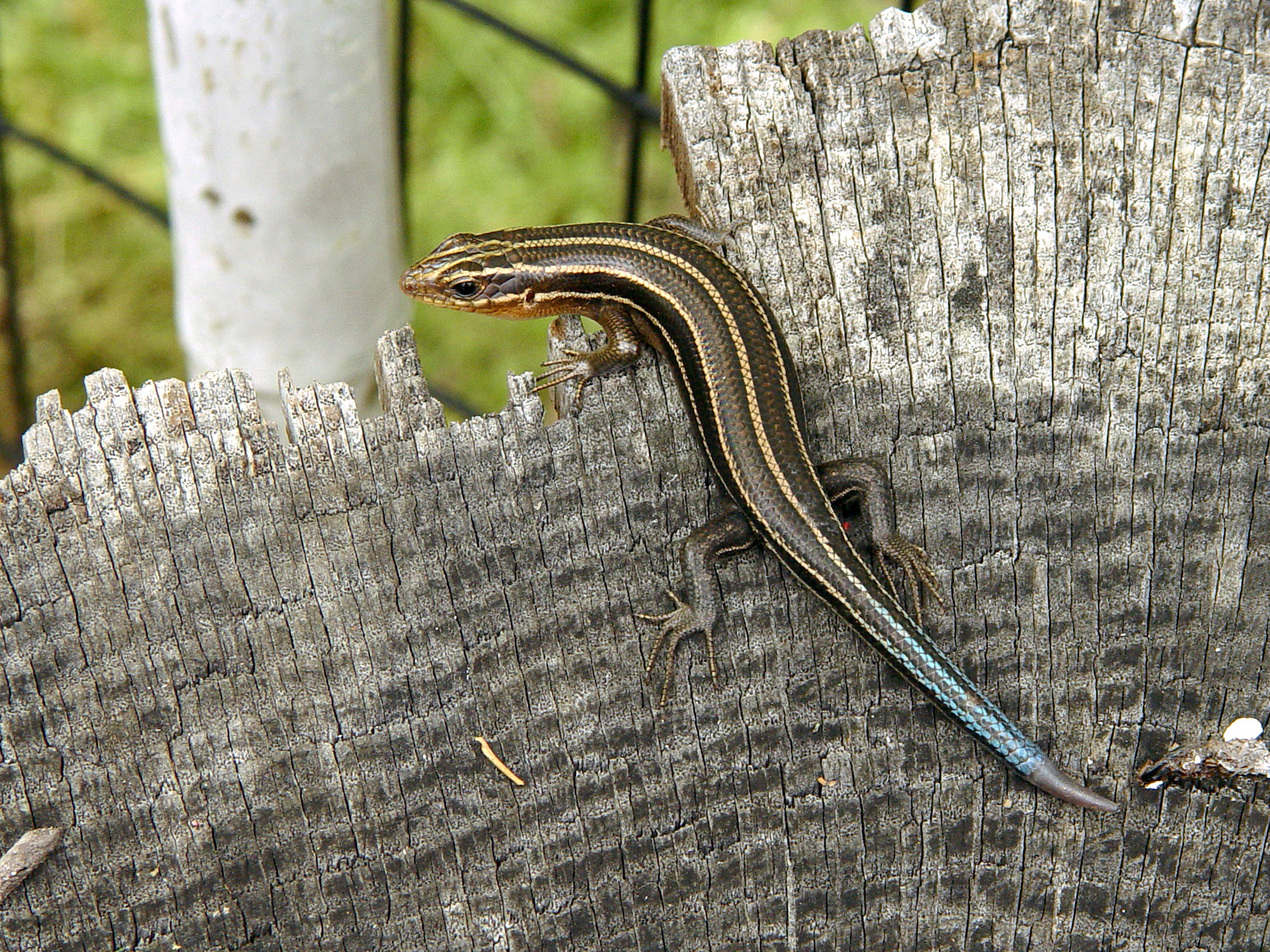
Queue en cours de repousse

Plestiodon fasciatus est un lézard diurne et terrestre qui apprécie les milieux semi-boisés leur fournissant à la fois de nombreuses cachettes ainsi que des lieux pour se chauffer au soleil. Il passe l'hiver en hibernation.
Les mâles adultes sont extrêmement territoriaux. Ils peuvent tolérer des femelles et des jeunes mais ils défendent activement leur territoire contre tout autre mâle. Les mâles semblent plutôt détecter les phéromones par contact direct que par olfaction de molécules dans l'air pour reconnaître des membres de leur espèce − y compris des mâles à repousser.
L'espèce est capable d'autotomie pour détourner l'attention d'un prédateur et s'enfuir, et la queue est capable de repousser. Elle est également capable de mordre.
Cette espèce peut vivre environ 6 ans dans la nature, même si le taux de mortalité des jeunes est probablement élevé.

### Nourriture
Ce scinque est principalement insectivore, se nourrissant d'araignées, de termites, de mille-pattes, de coléoptères et de larves. Il peut également consommer des escargots ainsi que de petits vertébrés tels que de petites grenouilles, de petits lézards et des souriceaux.

### Reproduction

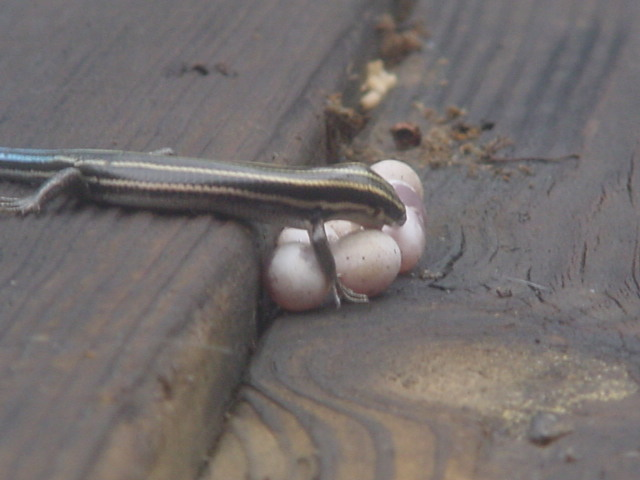
Femelle surveillant ses œufs

Cette espèce est ovipare. La saison des amours débute en mai, et le mâle immobilise la femelle en l'attrapant par le cou avec ses mâchoires puis utilise sa queue pour aligner leur cloaques pour y insérer l'un de ses hémipénis. La copulation dure en général de 4 à 8 minutes. Après un peu plus d'un mois de gestation les femelles pondent de 15 à 18 œufs dans des cavités existantes comme des terriers abandonnés, des trous dans un arbre ou anfractuosité de rochers.

L'humidité étant importante pour le développement des œufs les femelles choisissent un site de ponte, cherchant par exemple des trous plus profonds dans les milieux secs. Plusieurs femelles peuvent utiliser le même site de ponte, même lorsque ceux-ci sont en grand nombre. Ceci permet une meilleure surveillance du nid et leur permet également de partir à la recherche de nourriture sans laisser celui-ci sans surveillance.
Les œufs ont une coquille très mince. Ils sont ronds ou légèrement ovales et mesurent environ 1,3 cm de long. Blancs lorsqu'ils sont pondus ils prennent petit à petit la couleur du sol, et durant son développement l'œuf absorbe l'humidité du sol.
Les œufs incubent en général de 4 à 6 semaines, plus précisément de 24 à 55 jours, la durée pouvant varier selon la température.
Après la ponte les femelles couvent et surveillent les œufs et les défendent contre les prédateurs de petite taille. Toutefois une fois les petits nés la mère ne s'en occupe pas. Les petits atteignent la maturité sexuelle au bout de 2 ou 3 ans.

## Menaces
L'espèce est classée en « Préoccupation mineure » (LC) sur la liste rouge de l'UICN et n'est donc pas considérée comme menacée dans son ensemble.
Ce lézard est toutefois la proie de plusieurs grands oiseaux comme des crécerelles, corbeaux, faucons. Il est également chassé par des renards, opossums, serpents, ratons laveurs ainsi que par les chats domestiques.
Il semble de plus qu'il existe une « sous-population » génétiquement discernable qui est adaptée aux forêts caroliniennes de nord de l'Amérique. Cette sous-population, moins adaptée aux conditions qu'elle rencontre au Canada, est considérée comme « En danger » (Endangered) par le Committee on the Status of Species at Risk in Ontario et l'autre sous-population est considérée comme « D'intérêt particulier » (Special Concern) car elle n'est pas en danger mais pourrait l'être à terme, en particulier par l'extension des activités humaines.

## Taxinomie
Cette espèce a été décrite par le naturaliste suédois Linnaeus en 1758 sous le nom de Lacerta fasciata. L'espèce a ensuite été placée dans le genre Eumeces en 1888 par Angelo Heilprin puis enfin dans le genre Plestiodon en 2004, par Andreas Schmitz,.
Carl von Linné a également décrit quelques années plus tard une espèce Lacerta quinquelineata, maintenant généralement considérée comme un synonyme de P. fasciatus mais qui pourrait en fait correspondre à l'espèce Plestiodon laticeps.
Il n'existe pas de sous-espèce reconnue pour cette espèce. Toutefois Il semble qu'il existe une « sous-population » génétiquement discernable qui est adaptée aux forêts caroliniennes de nord de l'Amérique sans que cette sous-population n'atteigne le statut de sous-espèce.

### Publication originale
- Linnaeus, 1758 : Systema naturae per regna tria naturae, secundum classes, ordines, genera, species, cum characteribus, differentiis, synonymis, locis, ed. 10 (texte intégral).